# 算盤の書

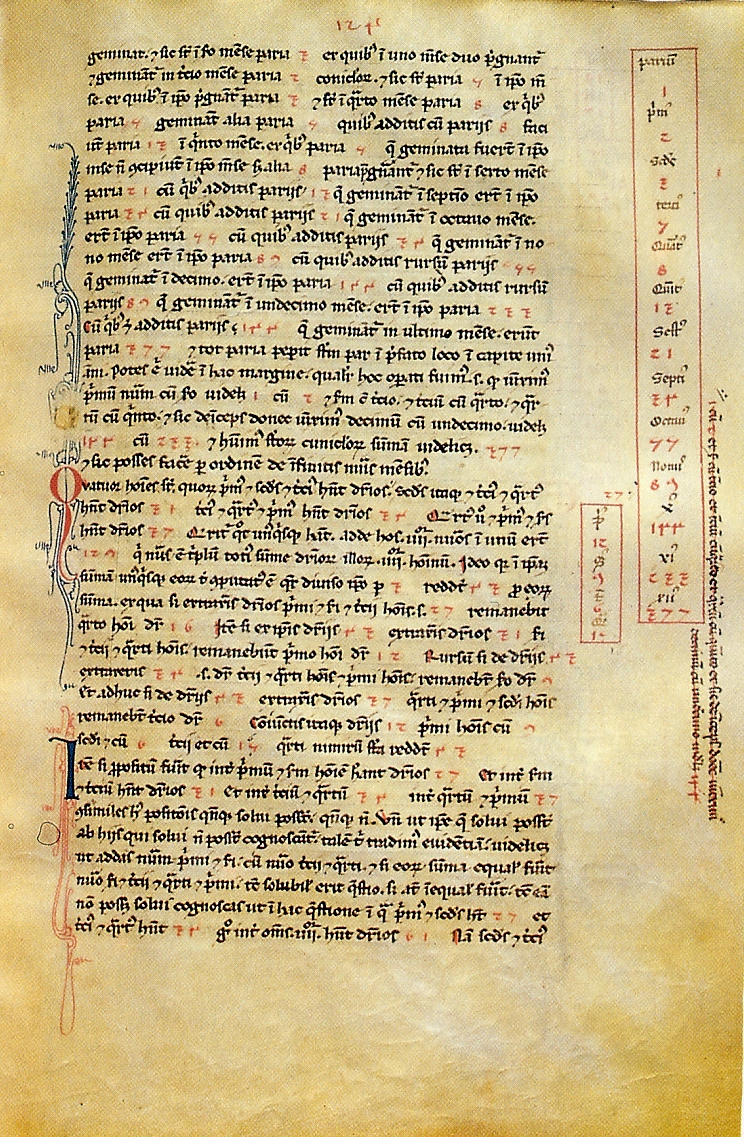
算盤の書

算盤の書（そろばんのしょ、羅: Liber Abaci、より適切には「算術の書」）は、1202年にレオナルド・フィボナッチが著した算術に関する書籍であり、計算の書（けいさんのしょ）とも言われる。フィボナッチはこの作品で、当時のボード上で石ころを使って行われたローマ式算盤に対して、アラビア数字による筆算を当時のヨーロッパ圏にラテン語で紹介した。記された内容はフィボナッチが父親のグリエルモ・ボナッチオと共に北アフリカに住んでいた時、アラブ人より学んだものとされている。数学史上は、アラビア語による数学がラテン語に翻訳され、ヨーロッパに広く普及する契機となった書としても知られている。当時、四則演算記号＋, －, ×, ÷は発明されておらず、ここでいう筆算とはアラビア数字による十進法の計算を指す。
「算盤の書」はアラビア数学について述べた西洋初の本の一つである。その簡便さから商人や学者に用いられ、アラビア数学が当時知られた数学より優れたものであるということを人々に確信させた。
「算盤の書」の第二版は1227年に発表され、マイケル・スコットに献呈された。今日、出版されているのはこの第二版の写本に基づくものであり、1202年のオリジナル原稿は現存しない。

## 各部の要約
第一部ではアラビア数学の体系について、筆算や異なる表記法間における換算の方法を含めて述べている。
第二部では商業を例にとり、通貨や寸法の換算、利益や利子の計算について述べている。
第三部では多くの数学の問題について論じている。例として、中国の剰余定理、完全数、メルセンヌ素数などである。同様に等差数列や四角錐数の公式についても論じている。また、この章では兎の頭数の増加について述べているが、それはフィボナッチ数列の起源となり、このため今日でもフィボナッチの名が広く知られるようになった。
第四部では平方根などの無理数の近似値を代数学や幾何学の知識で求めている。
この本ではユークリッド幾何学の証明や、連立一次方程式そしてディオファントス方程式についての研究についても述べられている。フィボナッチは10-11世紀に活躍したペルシアの数学者アル＝カラジー (Abū Bakr al-Karajī) にこれらのことを学んだようである。

### 章立て
1. インド・アラビア数字の読み方と書き方
2. 整数の乗法
3. 整数の加法
4. 整数の減法
5. 整数の除法
6. 整数と分数の乗法
7. 分数と他の計算
8. 三数法、商品の相場
9. 両替
10. 合資算
11. 混合法
12. 問題解決
13. 仮定法
14. 平方根と立方根
15. 幾何学（測量を含む）と代数学

## フィボナッチの分数表記法
「算術の書」を読むのにフィボナッチの分数表記法を理解することは役立つ。その表記法とは当時まで一般的に用いられていたエジプト式分数と、今日も使われている形式の分数の中間のものである。
1. 帯分数の表記において、現在{\displaystyle \scriptstyle 2\ {\frac {1}{3}}}(=7/3)と書くところを、フィボナッチは{\displaystyle \scriptstyle {\frac {1}{3}}\ 2}と顕した。
2. フィボナッチは合成された分数、つまり複数の分子と分母が同じ括線（分数の中央の横棒）を共有している形式を用いた。これを通常の形式にするには、分子はそのままで、各分母にそれよりも右にある分母を掛けた分数の和とすればよい。例えば{\displaystyle \scriptstyle {\frac {b\ a}{d\ c}}={\frac {a}{c}}+{\frac {b}{cd}}}、{\displaystyle \scriptstyle {\frac {c\ b\ a}{f\ e\ d}}={\frac {a}{d}}+{\frac {b}{de}}+{\frac {c}{def}}}である（右から左に読んでいることに注意）。これは異なる基数の数の和として表され、伝統的な重さ、長さ、通貨の単位を扱うのに便利である。具体的な例として、長さの単位:フィート、ヤード、インチに関して1ヤード＝3フィート、1フィート＝12インチが成り立つので、5ヤードと2フィートと{\displaystyle \scriptstyle 7\ {\frac {3}{4}}}インチの和は{\displaystyle \scriptstyle {\frac {3\ 7\ 2}{4\ 12\ 3}}\ 5}ヤードと表される。しかし、伝統的な単位に対する典型的な分数表記法は、異なる基数に基づくのと同様、分母を明記しない。フィボナッチの表記法において、明記された分母は異なる基数の単位を多様な問題に自由に用いられる。シグラーはフィボナッチがすべての分母が10である合成された分数を用いて、小数を分数の形で表す方法を定めていることも指摘している。
3. フィボナッチは時として複数の分数を隣り合わせて並べ、各分数の和として表現していた。例えば、{\displaystyle \scriptstyle {\frac {1}{4}}{\frac {1}{3}}\ 2} は{\displaystyle \scriptstyle {\frac {1}{4}}+{\frac {1}{3}}+2}(=31/12)を表す。この形式は2.の合成された分数の形式とは、各分数間に切れ目があることから区別できる。もし全ての分子が1で全ての分母が互いに異なるものであれば、結果としてエジプト式の表記と同じものになる。この形式は時々2.の形式と併用されることもある。つまり{\displaystyle \scriptstyle {\frac {b\ a}{d\ c}}{\frac {f\ e}{h\ g}}}は{\displaystyle \scriptstyle ({\frac {a}{c}}+{\frac {b}{cd}})+({\frac {e}{g}}+{\frac {f}{gh}})}を意味する。

この形式の複雑性は数を多くの異なる方法で書き表すことを可能にし、フィボナッチはある表記法から別のものへと換算するいくつかの方法を説明している。特に、第2章第7節は通常の分数をエジプト式分数に換算する方法の表を含む。

## Modus Indorum
「算盤の書」において、フィボナッチは次のようないわゆるModus Indorum（インドの方法）を紹介している。それは今日ではアラビア数学として知られるものである。

私の父が故国からブギア（現アルジェリアのブージー）の税関の州当局者に任命された後、彼はそこに集まるピサの商人から税金の徴収をしていた。そして、将来の有用性、利便性から少年であった私もそこに連れて行き、そこで私に将来のため計算の勉強に専念し、指導を受けることを望んでいた。そこで、次の素晴らしい技術の指導の結果としての私のヒンディーの9つの数字の序論とは、他の何よりも私の興味を引いた技術の知識である。それのために私はその全ての側面がエジプト、シリア、ギリシャ、プロヴァンスで様々な方法で研究されたことに、その後これらの地では、商業の傍らで気付いた。私は深い勉学と論争の意見交換の学習を推し進めた。しかし、ピタゴラスなどの幾何学など、それら全ては「ヒンディーの方法」と比べるとほとんど間違っているとわたしは考えた。
それ故に、私はヒンドゥーの方法をより厳格に組み込み、なお一層研究に骨を折りながら、私の知識から幾分かのものを付け加え、またユークリッド幾何学の技術の精密さからもいくつかのことを挿入し、この本を丸ごと、できるだけ分かりやすく、15の章に分けて構成した。
私が正確な証明とともに発表したほぼ全ての導入したものは、この知識のさらなる探究のため、その優れた方法で指導されるかもしれない。そして将来、今までのように、ラテン語の民はそれ無しでは発見できないかもしれない。もし私がたまたま何かを多かれ少なかれ適切もしくは必要なことを書き落としていたら、私は許しを乞う。責任のない者も、完全に全てのことに用心深い人もいないのだから。
9つのインドの数は、1,2,3,4,5,6,7,8,9である。これら9つの数に記号0を加えれば、どのような数でも書き表せるだろう。

つまり、彼はこの本で0から9の数字および桁の値の使用を提唱している。
彼は著作において新しい数学体系の実用的な重要性を、格子乗算とエジプト式分数を用いながら、それを簿記、単位の換算、利子の計算、両替、その他多くの用法に応用することで示している。この十個の数の使用が三世紀後の1585年に活版印刷術が発明されて初めて広まったにもかかわらず、この本は写本という形でヨーロッパの知識層へ広く受け入れられ、ヨーロッパ人の考え方そのものに大きな影響を及ぼした。